# Ползучая тень
«Ползучая тень» — один из рассказов о герое мира меча и магии Конане из Киммерии, написанных американским автором Робертом И. Говардом. Впервые опубликован в сентябре 1933 в выпуске журнала Weird Tales. Первоначальное название рассказа — «Xuthal of the Dusk». Действие рассказа происходит в псевдоисторическую Хайборийскую эру. Конан находит покинутый город в далёкой пустыне и там вступает в бой с демоном лавкрафтовского жанра по прозвищу Тог.
История была переиздана в сборниках The Sword of Conan (Gnome Press, 1952) и Conan the Adventurer (Lancer Books, 1966). Наиболее позднее переиздание в сборниках The Conan Chronicles том 1: The People of the Black Circle (Gollancz, 2000) под названием «The Slithering Shadow» и в Conan of Cimmeria: Volume One (1932—1933) (Del Rey, 2003) под своим первоначальным названием «Xuthal of the Dusk.»

## Описание сюжета
Он остановился в дверном проёме, Натала испуганно выглядывала из-за его плеча. Комната была неосвещена, но туда проникал свет из зала, откуда они пришли, проникая и в соседнюю комнату. На возвышении в комнате лежал человек. Неяркий свет освещал его, и они увидели, что он был словно двойником стража, которого Конан убил у внешних ворот, разве что его одежды были богаче, и украшены драгоценными камнями, мерцавшими в этом сверхъестественном свете. Был ли он мёртв или просто спал? Снова послышался этот зловещий тихий звук, будто кто-то колотил пяткой о пятку после повешения. Конан отпрянул назад, потащив за собой цепляющуюся за него Наталу. Он зажал ей рот своей рукой как раз вовремя, чтобы подавить её крик.
Оттуда, где они сейчас стояли, они не могли больше видеть ложа, но они видели тень, отбрасываемую на стену. Через стену двигалась другая тень — громадное бесформенное чёрное пятно. Конан почувствовал, как его волосы встают дыбом от того, что он видит. Хотя отбрасываемая тень была искажена, Конан никогда не видел человека или животное, которое могло бы отбрасывать подобную тень. Его снедало любопытство, но некий инстинкт заставил варвара остаться на месте. Он слышал быстрое задыхающееся дыхание Наталы, она смотрела широко раскрытыми глазами. Более ни один звук не нарушал напряжённое безмолвие. Гигантская тень поглотила ложе. Немыслимо долгое мгновение на ровной стене было видно только чёрную тень. Затем тень медленно уползла, и на стене осталась только тень ложа. Но спящего уже на нём не было.
Оригинальный текст (англ.)At the doorway he halted, Natala peering fearfully from behind him. There was no light in the room, but it was partially illuminated by the radiance behind them, which streamed across it into yet another chamber. And in this chamber a man lay on a raised dais. The soft light bathed him, and they saw he was a counterpart of the man Conan had killed before the outer gate, except that his garments were richer, and ornamented with jewels which twinkled in the uncanny light. Was he dead, or merely sleeping? Again came that faint sinister sound, as if some one had thrust aside a hanging. Conan drew back, drawing the clinging Natala with him. He clapped his hand over her mouth just in time to check her shriek. 

From where they now stood, they could no longer see the dais, but they could see the shadow it cast on the wall behind it. And now another shadow moved across the wall: a huge shapeless black blot. Conan felt his hair prickle curiously as he watched. Distorted though it might be, he felt that he had never seen a man or beast which cast such a shadow. He was consumed with curiosity, but some instinct held him frozen in his tracks. He heard Natala's quick panting gasps as she stared with dilated eyes. No other sound disturbed the tense stillness. The great shadow engulfed that of the dais. For a long instant only its black bulk was thrown on the smooth wall. Then slowly it receded, and once more the dais was etched darkly against the wall. But the sleeper was no longer upon it. 
— Роберт Говард: «Ползучая тень»
После разгрома армии мятежников под командованием принца Альмарика Конан и девушка Натала скрываются от погони в безводной пустыне. Беглецы уже прощаются с жизнью, но замечают на горизонте башни города. Достигнув города, герои с удивлением обнаруживают, что всё население города пребывает во сне. На одного из спящих нападает странное призрачное существо, после чего от несчастного остаются лишь капли крови на ложе. Очнувшийся от сна житель города, услышав рассказ об этом, приходит в паническое состояние и с криками скрывается прочь.
Герои встречают девушку из Стигии по имени Талис, которая рассказывает, что в детстве попала в этот город Ксутал, обитатели которого, открыв способ получения пищи из воздуха, дни напролёт проводят в наркотических снах, навеянных парами чёрного лотоса. Время от времени из земных недр появляется бог по имени Тог и пожирает их одного за другим. Опустившиеся ксуталийцы даже не пытаются покинуть город по известному пути, проходящему по цепочке оазисов.
Талис влюбляется в Конана и, убедившись, что он не желает остаться, тайком хватает Наталу и утаскивает её в подземелье, где собирается оставить её Тогу. Но Тог является раньше, пожирает стигийку и собирается съесть Наталу. На помощь приходит Конан, который, отбиваясь от атак проснувшихся ксуталийцев, проваливается в колодец и вступает в бой с демоном. Ему удаётся изрубить Тога, раненый демон падает в бездонный колодец. Сам киммериец тоже оказывается на грани смерти. Натала находит чудодейственное золотое вино, и воспрянувший варвар со своей спутницей покидает город.

## Адаптации
По мотивам рассказа Рой Томас, Джон Бускема и Альфредо Алькала выпустили комикс, вошедший в номер 20 журнала «Savage Sword of Conan».